# Список народных архитекторов Российской Федерации
В статье представлен полный список лиц, которым присвоено почётное звание «Народный архитектор Российской Федерации» (на дату, указанную в основной статье как последнее отмеченное присвоение звания; в алфавитном порядке).

## 2000 год
6 октября 2000 года, № 1734
- Бенуа, Ирина Николаевна — главный специалист муниципального предприятия института «Ленпроектреставрация», город Санкт-Петербург[1].
- Кубасов, Владимир Степанович — заместитель генерального директора по архитектурному проектированию акционерного общества «Простар +», город Москва[1].

## 2001 год
6 июня 2001 года, № 656
- Меерсон, Андрей Дмитриевич — начальник мастерской акционерного общества «Моспроект», город Москва[2].
- Попов Владимир Васильевич — президент региональной творческой общественной организации Союза архитекторов России «Санкт-Петербургский союз архитекторов»[2].

## 2002 год
27 апреля 2002 года, № 421
- Демирханов, Арэг Саркисович — руководитель архитектурной мастерской общества с ограниченной ответственностью «Творческая мастерская архитектора Демирханова», Красноярский край[3].

28 октября 2002 года, № 1269
- Гнедовский, Юрий Петрович — президент Союза архитекторов России, город Москва[4].

## 2003 год
22 февраля 2003 года, № 236
- Красильников, Владилен Дмитриевич — заместитель председателя общества с ограниченной ответственностью «Товарищество театральных архитекторов», город Москва[5].

11 июня 2003 года, № 669
- Кудрявцев, Александр Петрович — президент Российской академии архитектуры и строительных наук, город Москва[6].

1 сентября 2003 года, № 1018
- Орехов, Виталий Владимирович — главный архитектор проекта общества с ограниченной ответственностью «Творческая архитектурно-проектная мастерская «Красноярскархпроект»[7].

15 сентября 2003 года, № 1071
- Назаров, Валентин Фёдорович — генеральный директор закрытого акционерного общества «Санкт-Петербургский научно-исследовательский и проектный институт градостроительного проектирования»[8].

24 октября 2003 года, № 1232
- Посохин, Михаил Михайлович — генеральный директор государственного унитарного предприятия города Москвы Управления по проектированию общественных зданий и сооружений «Моспроект-2»[9].

22 ноября 2003 года, № 1379
- Кузьмин, Александр Викторович — председатель комитета по архитектуре и градостроительству города Москвы — главный архитектор города[10].
- Степанов, Валерий Владимирович — начальник мастерской № 13 открытого акционерного общества по комплексному проектированию градостроительных ансамблей, жилых районов, уникальных зданий и сооружений «Моспроект»[10].

29 ноября 2003 года, № 1416
- Степанов, Александр Владимирович — проректор учебно-методического объединения, заведующий кафедрой Московского архитектурного института (государственной академии)[11].

## 2004 год
20 декабря 2004 года, № 1577
- Солопов, Дмитрий Сергеевич — главный архитектор общества с ограниченной ответственностью «Товарищество театральных архитекторов», город Москва[12].

## 2005 год
23 сентября 2005 года, № 1125
- Белоконь, Александр Николаевич — руководитель архитектурно-проектной мастерской № 1 общества с ограниченной ответственностью «Проектно-строительная компания «ЦНИИПИМОНОЛИТ», город Москва[13].

30 декабря 2005 года, № 1561
- Кананин, Роман Григорьевич — начальник мастерской № 3 открытого акционерного общества «Моспроект», город Москва[14].

## 2008 год
7 февраля 2008 года, № 155
- Григорьев, Юрий Пантелеймонович — директор государственного унитарного предприятия города Москвы «Московский научно-исследовательский и проектный институт типологии, экспериментального проектирования» — первый заместитель главного архитектора города Москвы[15].

## 2010 год
29 июня 2010 года, № 809
- Бирюков, Игорь Григорьевич — генеральный директор государственного унитарного предприятия города Москвы «Научно-исследовательский и проектный институт гражданского строительства, благоустройства и городского дизайна «Моспроект-3»[16].

## 2015 год
20 января 2015 года, № 25
- Стариков, Александр Александрович — советник ректората федерального государственного бюджетного образовательного учреждения высшего профессионального образования «Уральская государственная архитектурно-художественная академия», Свердловская область[17].

## 2016 год
26 октября 2016 года, № 572
- Боков, Андрей Владимирович — президент Общероссийской общественной организации «Союз архитекторов России», город Москва[18].

## 2019 год
28 августа 2019 года, № 400
- Шумаков, Николай Иванович — главный архитектор акционерного общества «Метрогипротранс», город Москва[19].

## 2020 год
26 августа 2020 года, № 529
- Буш, Дмитрий Вильямович — заместитель генерального директора — главный архитектор общества с ограниченной ответственностью «Проектный институт уникальных сооружений «АРЕНА», город Москва[20].

## 2022 год
18 апреля 2022 года, № 212
- Кондратьев, Анатолий Анатольевич — главный специалист — главный архитектор группы организационного обеспечения деятельности руководства федерального государственного бюджетного учреждения «Сибирское отделение Российской академии наук», Новосибирская область[21].

5 сентября 2022 года, № 606
- Гнедовский, Сергей Викторович — генеральный директор общества с ограниченной ответственностью «Архитектура и культурная политика ПНКБ», город Москва[22].

28 ноября 2022 года, № 866
- Ражев, Олег Геннадьевич — главный архитектор акционерного общества холдинговой компании «Сибирский Деловой Союз», Кемеровская область — Кузбасс[23].
- Явейн, Никита Игоревич — руководитель архитектурного бюро общества с ограниченной ответственностью «Архитектурное бюро «Студия 44», город Санкт-Петербург[23]